# Mindestanforderungen (deutsche Finanzmarktaufsicht)
Mindestanforderungen sind ein Instrument der Finanzmarktaufsicht der deutschen Bundesanstalt für Finanzdienstleistungsaufsicht (BaFin) zur Ausgestaltung des Risikomanagements und verwandter Bereiche bei deutschen Finanzinstituten und Versicherungen. Diese veröffentlicht jene in Form von BaFin-Rundschreiben, internen Verwaltungsanweisungen der BaFin, die die Aufsichtspraxis der Anstalt bei der Auslegung allgemeiner gesetzlicher Vorgaben darstellen.
Die BaFin hat folgende branchenspezifische (allgemeine) "Mindestanforderungen an das Risikomanagement" veröffentlicht:
- MaRisk (BA): Mindestanforderungen an das Risikomanagement, die sich an Kreditinstitute richten,
- MaRisk (VA): Mindestanforderungen an das Risikomanagement, die sich an die Versicherungswirtschaft richten. Hinweis: Die MaRisk VA wurde zum 1. Januar 2016 durch Rundschreiben vom 22. Januar 2009 aufgehoben und durch die Umsetzung der Rahmenrichtlinie zum neuen europäischen Aufsichtsregime Solvabilität II in die nationale Gesetzgebung ersetzt. Die neuen Vorgaben sind in den §§ 23–32 Versicherungsaufsichtsgesetz geregelt.
- InvMaRisk: Mindestanforderungen an das Risikomanagement, die sich an die Investmentgesellschaften richten

Die Mindestanforderungen an das Risikomanagement werden von der BaFin im Abstand von mehreren Jahren in Form von neuen, die jeweils älteren Versionen ersetzenden Rundschreiben aktualisiert. Es ist (Stand Mai 2016) geplant, die neunte Novelle der MaRisk (BA) zwecks Erhöhung der rechtlichen Bindungswirkung in Form einer Rechtsverordnung umzusetzen.
Darüber hinaus hat sie, ebenfalls in Form von Rundschreiben, Mindestanforderungen für bestimmte spezielle Funktionen und Geschäftsbereiche herausgegeben:
- MaComp: Mindestanforderungen an die Compliance-Funktion und die weiteren Verhaltens-, Organisations- und Transparenzpflichten für Wertpapierdienstleistungsunternehmen
- MaSan: Mindestanforderungen an die Ausgestaltung von Sanierungsplänen, mit denen systemrelevante Banken zur Erstellung von Abwicklungsplänen verpflichtet werden
- MaSi: Mindestanforderungen für Zahlungsdienstleister, wenn sie internetbasierte Zahlungsdienstleistungen anbieten
- MaGo: Mindestanforderungen an die Geschäftsorganisation